# Cosmobunus unicolor
Cosmobunus unicolor is een hooiwagen uit de familie Sclerosomatidae.